# Persone di nome Robert/Militari
| Questa pagina contiene informazioni ricavate automaticamente dalle voci biografiche con l'ausilio del template Bio e di un bot. L'aggiornamento è periodico e automatico e ricostruisce completamente la pagina. Se manca una persona in questa lista, sei pregato di non aggiungerla, ma accertati piuttosto che la sua voce biografica contenga il template Bio e che i dati anagrafici siano correttamente compilati. Se il template Bio manca, inseriscilo tu stesso o, in alternativa, metti l'avviso {{tmp\|Bio}} che ne segnala la mancanza. Se i dati riportati sono sbagliati, correggi direttamente la voce biografica; le modifiche saranno visibili in questa lista entro pochi giorni. Per chiarimenti vedi il progetto antroponimi. La lista contiene solo le 51 persone che sono citate nell'enciclopedia e per le quali è stato implementato correttamente il template Bio. Pagina aggiornata al 22 giu 2025. |

Questa è una lista di persone presenti nell'enciclopedia che hanno il nome Robert e sono militari.

## A(1)
- Robert Alexander Abajyan, militare armeno (Yerevan, n. 1996 - Nagorno Karabakh, † 2016)

## B(4)
- Bowe Bergdahl, militare statunitense (Sun Valley, n. 1986)
- Robert Bernardis, militare austriaco (Innsbruck, n. 1908 - Berlino, † 1944)
- Robert Bertrand de Briquebec, militare francese († 1347)
- Robert Bruce, V Signore di Annandale, militare scozzese (Lochmaben Castle, † 1295)

## C(4)
- Robert G. Cole, militare statunitense (San Antonio, n. 1915 - Best, † 1944)
- Robert de Craon, militare francese († 1147)
- Robert Craufurd, militare britannico (Castello di Newark, n. 1764 - Ciudad Rodrigo, † 1812)
- Robert Cunibil, militare e aviatore francese (Parigi, n. 1915 - Alès, † 1999)

## D(4)
- Robert Orel Dean, militare e ufologo statunitense (Tucson, n. 1929 - Scottsdale, † 2018)
- Robert Devereux, II conte d'Essex, militare inglese (Netherwood, n. 1567 - Londra, † 1601)
- Robert Devereux, III conte di Essex, militare inglese (n. 1591 - † 1646)
- Robert Dormer, I conte di Carnarvon, militare inglese (n. 1610 - Newbury, † 1643)

## G(1)
- Robert Gould Shaw, militare statunitense (Boston, n. 1837 - Charleston, † 1863)

## H(1)
- Robert Murray Hanson, militare e aviatore statunitense (Lucknow, n. 1920 - Plymouth, † 1944)

## J(2)
- Robert Johnson, militare e aviatore statunitense (Lawton, n. 1920 - Tulsa, † 1998)
- Robert Jones, militare britannico (Monmouthshire, n. 1857 - Peterchurch, † 1898)

## K(1)
- Robert Kells, militare inglese (Meerut, n. 1832 - Lambeth, † 1905)

## L(2)
- Robert Lawrence, militare, imprenditore e produttore cinematografico britannico (n. 1960)
- Robert Leckie, militare, giornalista e scrittore statunitense (Filadelfia, n. 1920 - Byram, † 2001)

## M(6)
- Robert de la Marck, militare e storico francese (Sedan, n. 1491 - Longjumeau, † 1537)
- Robert Maynard, militare inglese (Dartford, n. 1684 - Great Mongeham, † 1751)
- Robert W. McNair, militare canadese (Springfield, n. 1919 - Londra, † 1971)
- Robert Miller, militare statunitense (Harrisburg, n. 1983 - Bari Kowt, † 2008)
- Robert J. Modrzejewski, ex ufficiale statunitense (Milwaukee, n. 1934)
- Robert Moraht, militare tedesco (Sønderborg, n. 1884 - Amburgo, † 1956)

## N(2)
- Robert Napier, I barone Napier di Magdala, militare inglese (Ceylon, n. 1810 - Londra, † 1890)
- Robert Nünlist, ufficiale svizzero (Aarau, n. 1911 - Niedererlinsbach, † 1991)

## O(1)
- Robert O'Neill, militare statunitense (Butte, n. 1976)

## P(2)
- Robert Penn, militare e vigile del fuoco statunitense (Contea di Prince George, n. 1872 - Las Animas, † 1912)
- Robert Poirier, militare e aviatore francese (Tours, n. 1894 - Pointe-Noire, † 1949)

## R(4)
- Robert Ressler, militare, poliziotto e criminologo statunitense (Chicago, n. 1937 - Contea di Spotsylvania, † 2013)
- Robert Rich, II conte di Warwick, militare e ammiraglio inglese (n. 1587 - † 1658)
- Robert Kingscote, ufficiale e politico inglese (Kingscote, n. 1830 - † 1908)
- Robert Rogers, militare britannico (Methuen, n. 1731 - Londra, † 1795)

## S(5)
- Robert de Sablé, militare francese (Angiò - Arsuf, † 1193)
- Robert Sale, ufficiale britannico (n. 1782 - † 1845)
- Robert Raymond Scott, militare e marinaio statunitense (Massillon, n. 1915 - Pearl Harbor, † 1941)
- Robert Shirley, I conte Ferrers, militare britannico (East Sheen, n. 1650 - Ipswich, † 1717)
- Robert Stuart d'Aubigny, militare francese (n. 1470 - † 1544)

## T(1)
- Robert Thornton, militare e esploratore inglese (Livorno)

## V(2)
- Robert Jan Verbelen, militare belga (Herent, n. 1911 - Vienna, † 1990)
- Robert de Vere, XIX conte di Oxford, militare britannico (n. 1575 - † 1632)

## W(8)
- Robert Sandilands Frowd Walker, militare, atleta e crickettista inglese (Chester, n. 1850 - Knockholt, † 1917)
- Robert Warburton, militare (Afghanistan, n. 1842 - Kensigton, † 1899)
- Robert de Waurin, militare francese († 1360)
- Robert Weill, militare e aviatore francese (Suresnes, n. 1916 - Gibilterra, † 1940)
- Robert Whigham, militare britannico (n. 1865 - † 1950)
- Robert Williame, militare e aviatore francese (Saint-Martin-Boulogne, n. 1911 - Salon-de-Provence, † 1940)
- Robert Willoughby, I barone Willoughby de Broke, ufficiale e nobile inglese (Westbury, n. 1452 - Callington, † 1502)
- Robert Lee Wolverton, ufficiale statunitense (Elkins, n. 1914 - Saint-Côme-du-Mont, † 1944)